# جنيفر مايا
جنيفر مايا هي فنانة الدفاع عن النفس برازيلية، ولدت في 6 أكتوبر 1988 في كوريتيبا في البرازيل.

## وصلات خارجية
- جنيفر مايا على موقع بوكس ريك (الإنجليزية) (registration required)
- جنيفر مايا على موقع يو إف سي (الإنجليزية)
- جنيفر مايا على موقع شيردوغ (الإنجليزية)
- جنيفر مايا على موقع Tapology.com (الإنجليزية)
- جنيفر مايا على موقع فايت ماتريكس (الإنجليزية)
- جنيفر مايا على موقع IMDb (الإنجليزية)